# ویتانگرا، قلمرو پایتختی استرالیا
ویتانگرا (به انگلیسی: Weetangera) یک حومه شهر در استرالیا است که در قلمرو پایتختی استرالیا واقع شده‌است.

## نگارخانه

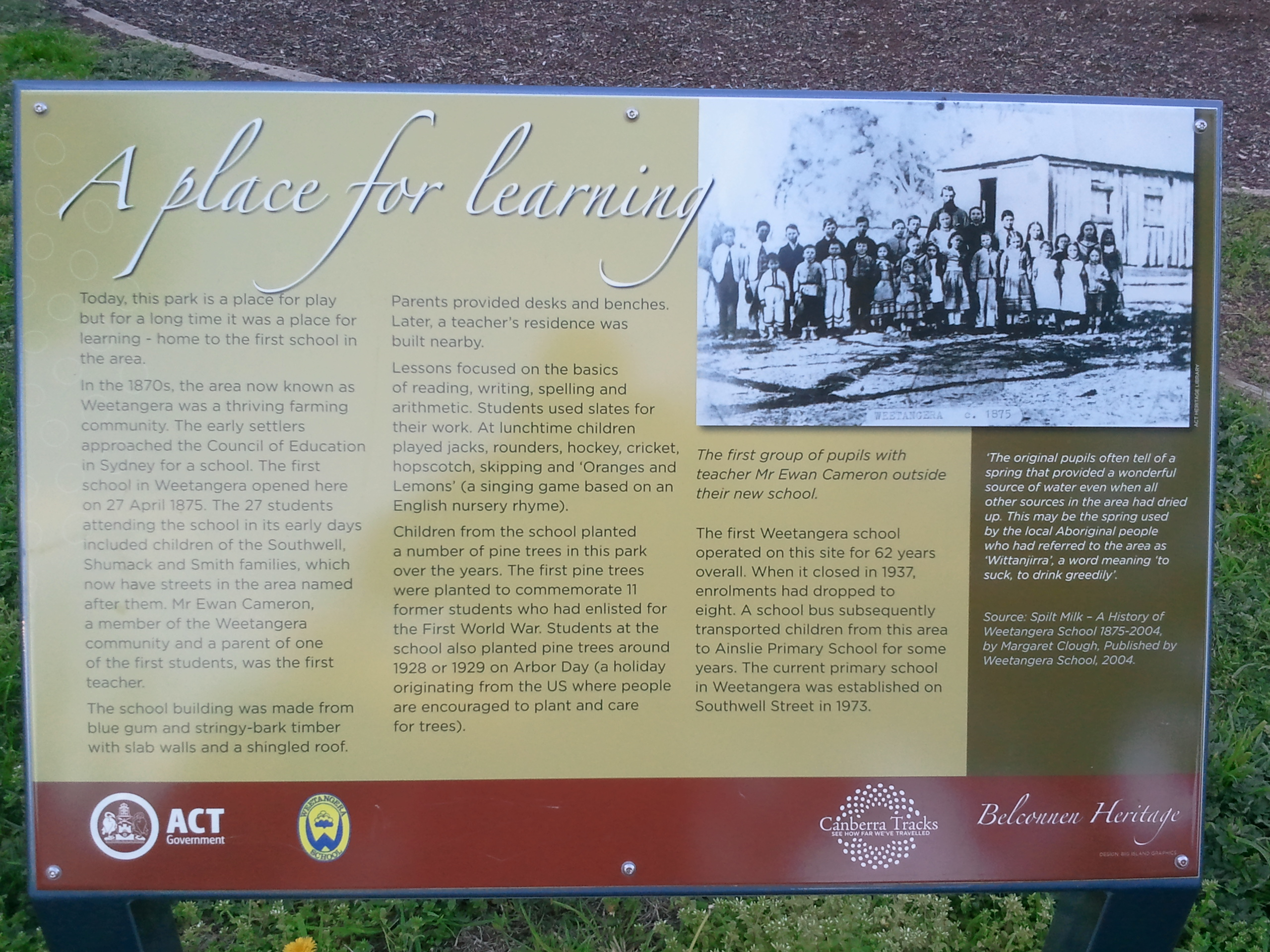
.
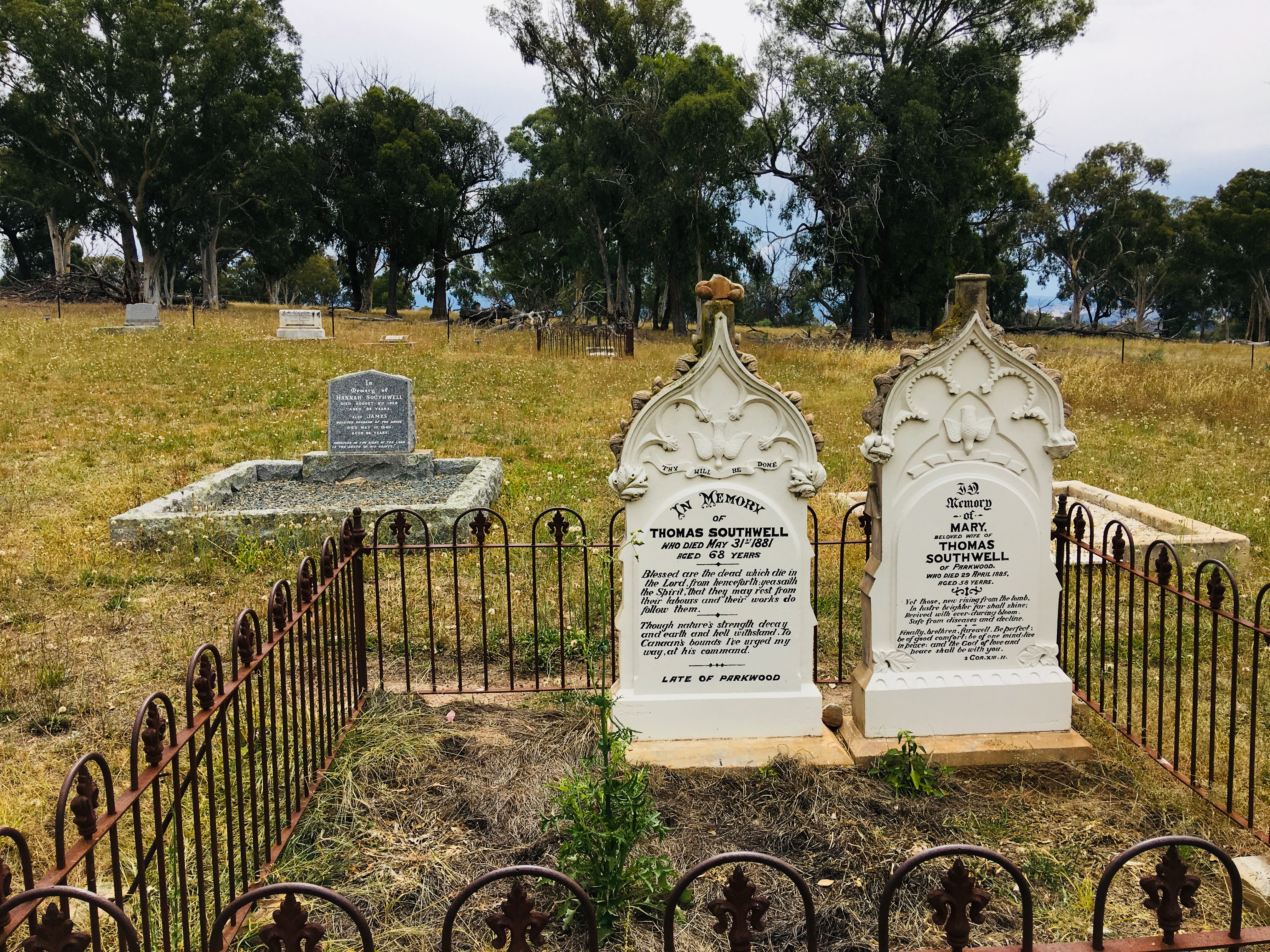
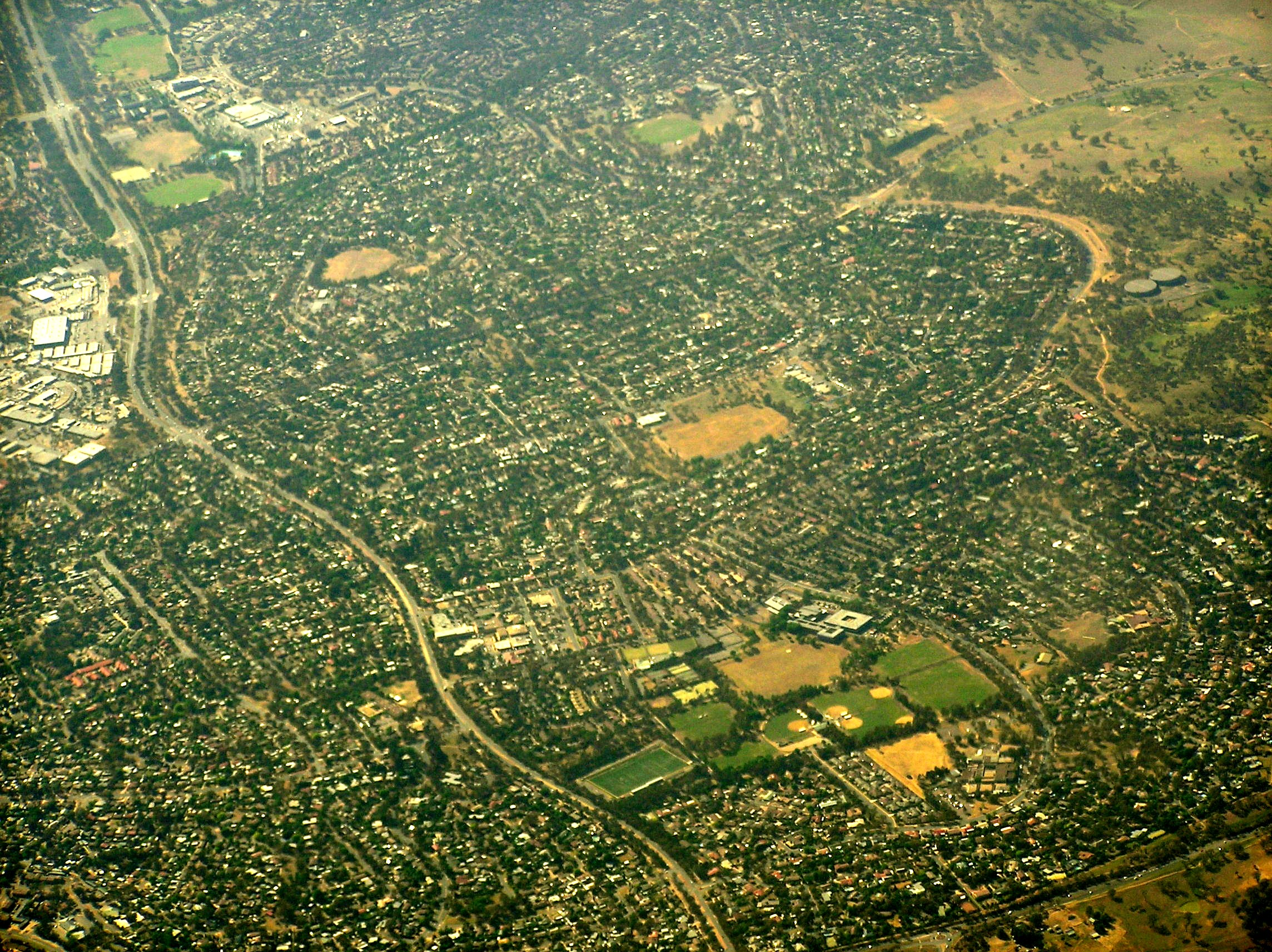
.